# Gustav Heigel

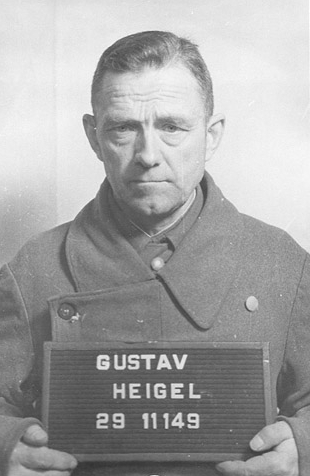
Gustav Heigel im April 1947

Gustav Heigel (* 15. März 1893 in Staggen/Ostpreussen; † 31. Januar 1990) war ein deutscher SS-Hauptscharführer und leitete den Arrestbereich im KZ Buchenwald.

## Leben
Heigel, Mitglied der SS, war vom 15. Dezember 1941 bis zum 11. April 1945 im KZ Buchenwald eingesetzt. Zunächst war Heigel in Buchenwald als Blockführer tätig und fungierte von Februar 1943 bis Januar 1945 als Leiter des Arrestbereiches im KZ Buchenwald. Während dieses Zeitraumes war Heigel für die Vorbereitung von 350 bis 400 Exekutionen verantwortlich. Er war auch bei 50 bis 70 Exekutionen, die wahrscheinlich durch das Kommando 99 durchgeführt wurden, im Krematorium anwesend. Zwischen Januar und April 1945 war Heigel als Zugführer bei der Wachkompanie und auch als Kommandoführer tätig.
Nach seiner Verhaftung wurde Heigel im Rahmen der Dachauer Prozesse im Buchenwald-Hauptprozess mit 30 weiteren Beschuldigten angeklagt. Heigel wurde von Zeugen beschuldigt, alliierte Gefangene misshandelt zu haben. Heigel gab zu, in zwei bis drei Fällen Exekutionsopfern Gnadenschüsse gegeben zu haben. Am 14. August 1947 wurde Heigel aufgrund seiner Position im Arrestbereich des Lagers und der Teilnahme an Exekutionen wegen „Mithilfe und Teilnahme an den Operationen des Buchenwald-Konzentrationslagers“ zum Tode durch den Strang verurteilt. Das Urteil wurde später in lebenslange Haft umgewandelt. Heigel wurde 1957 aus dem Kriegsverbrechergefängnis Landsberg entlassen. Nach der Entlassung wohnte er bis zu seinem Lebensende zurückgezogen im Hause seines Bruders in Oberaußem/Kreis Bergheim-Erft.